# 阿莱讷河
阿萊訥河（法語：Allaine，法語發音：[alɛn]），下游处称阿朗河（Allan，[alɑ̃]），是歐洲的河流，流經瑞士西北部和法國東部，屬於杜河的左支流，河道全長65公里，流域面積322平方公里，河口處在武若库尔。